# Mia and Me
Mia and Me (Mia y Yo en España y América Latina) es una serie de televisión infantil de acción en vivo / animación CGI creada por Gerhard Hahn y Hans Ulrich Stoef (ex CEO de Studio 100 Media). La serie es propiedad exclusiva de la empresa alemana Made 4 Entertainment desde 2016. Antes de la compra alemana en 2016, el programa era una coproducción alemana-italiana-canadiense. 
Un largometraje de Mia and Me fue producido por Made 4 Entertainment, Hahn & m4e Producctions, y Flying Bark Productions y distribuida por Viva Pictures y se estrenó en cines el 11 de noviembre de 2022.

## Premisa
Después de la muerte de sus padres, una hermosa chica de 12 años llamada Mia se le regala un juego que su padre había hecho mientras vivía, tomando la forma de un gran libro llamado The Legend of Centopia. En el interior hay una escritura rúnica mágica y una contraseña, que cuando se lee al revés, le permite a Mia viajar al mundo mágico de Centopia. La tierra está llena de criaturas mitológicas, incluidos elfos alados, Faunos (criaturas parecidas a cabras), unicornios y dragones. Mientras está en Centopia, Mia se transforma en una elfa alada con la capacidad única de hablar con unicornios. Ella conoce y se hace amiga de un elenco de personajes mágicos: un unicornio llamado Lyria (y más tarde, el hijo alado de Lyria, Onchao); Yuko, una niña guerrera que está un poco celosa de la cantidad de atención que Mia recibe del Príncipe Mo; y Phuddle, un pan cómico.

## Reparto

### Personajes de acción en vivo
- Rosabell Laurenti Sellers como Mia (temporadas 1-2).
- Margot Nuccetelli como Mia (temporada 3).
- Adrian Moore como Vincent (temporada 1).
- Saphia Stoney como Paula (temporada 1).
- Josephine Benini como Violetta di Nola (temporadas 1-2).
- Ray Lovelock como Renzo (temporada 2).
- Luca Saviozzi Murphy como Mario (temporada 2).
- Gianna Paola Scaffidi como Franca (temporada 2).
- Anthony Souter como Silvio Frascati (temporada 2).
- Sara Ricci como Contessa di Nola (temporada 2).
- Fabio Corallini como Vittorio (temporada 2).
- Douglas Dean como el jefe del banco (temporada 2).
- Massimiliano Pazzaglia como Dueño de la tienda (temporada 2).
- Rick Braco como The Judge Back (temporada 2).
- Lucia Luna Laurenti Sellers como Sara (temporada 3).
- Laura Ruocco como Luciana (temporada 3).
- Giuseppe Grandin como Mr Monti (temporada 3).
- Rocco Tommaso Cicarelli como Mr Balani (temporada 3).

## Emisión
En el Reino Unido, la serie se emitió en Nickelodeon (Reino Unido e Irlanda) en enero de 2014, Nickelodeon comenzó a transmitirla en Filipinas el 1 de julio de 2013. La serie se emitió en Singapur en MediaCorp Okto, en Indonesia en RCTI y en Australia en 10 Peach (anteriormente Eleven). En Estados Unidos, la serie fue llevada por Nick Jr. comenzando el 3 de mayo de 2014 y terminando el 25 de diciembre de 2016. La serie está disponible a través de Netflix en muchos países desde septiembre de 2014. En 2017, la serie se emitió por eToonz en Sudáfrica.